# Liste der Biografien/Danb
Liste der Biografien |
Portal Biografien |
Personensuche
# |
A |
B |
C |
D |
E |
F |
G |
H |
I |
J |
K |
L |
M |
N |
O |
P |
Q |
R |
S |
T |
U |
V |
W |
X |
Y |
Z |
?
 
Da |
Db |
Dc |
Dd |
De |
Dg |
Dh |
Di |
Dj |
Dk |
Dl |
Dm |
Dn |
Do |
Dq |
Dr |
Ds |
Du |
Dv |
Dw |
Dy |
Dz
 
Daa |
Dab |
Dac |
Dad |
Dae |
Daf |
Dag |
Dah |
Dai |
Daj |
Dak |
Dal |
Dam |
Dan |
Dao |
Dap |
Daq |
Dar |
Das |
Dat |
Dau |
Dav |
Daw |
Dax |
Day |
Daz
 
Dana |
Danb |
Danc |
Dand |
Dane |
Danf |
Dang |
Danh |
Dani |
Danj |
Dank |
Danl |
Dann |
Dano |
Danq |
Danr |
Dans |
Dant |
Danu |
Danv |
Danw |
Dany |
Danz
Die Liste der Biografien führt alle Personen auf, die in der deutschsprachigen Wikipedia einen Artikel haben. Dieses ist eine Teilliste mit 4 Einträgen von Personen, deren Namen mit den Buchstaben „Danb“ beginnt.

## Danb

### Danbe
- Danbé, Jules (1840–1905), französischer Komponist, Dirigent und Geiger

### Danby
- Danby, Francis (1793–1861), irischer Landschaftsmaler
- Danby, Nicholas (1935–1997), britischer Organist und Hochschullehrer
- Danby, Noah (* 1974), kanadischer Schauspieler